# Felpéc
Felpéc község Győr-Moson-Sopron vármegyében, a Téti járásban.

## Fekvése
Felpéc Győr-Moson-Sopron vármegye déli részén fekszik, Győrtől 21 kilométerre, délnyugati irányban, két középtáj: a Sokorói-dombság és a Marcal-medence találkozásánál. A Sokorói-dombság nyugati vonulatának délnyugati oldalát 4–6 méteres lösz borítja. A táj felszínét az erősen formálódó völgyek, a völgyoldalakba vágódó árkok, lösz mélyutak, szakadékok határozzák meg. A falutól északra futóhomok-dűnék sorakoznak, melyeket a legutóbbi jégkorszak szelei fújtak ki a Bakony-ér medencéjéből a pleisztocén végén. Ez a borókával benőtt terület a sísek, ma természetvédelmi terület.

### Megközelítése
A település legfontosabb közúti megközelítési útvonala a Pápa és Győr térségét összekapcsoló 83-as főút. Közigazgatási területét ugyan – a nyugati határszéle tekintetében kevesebb mint egy kilométer híján – elkerüli a főút, de két elágazása felől is elérhető a község. Északi irányból, Győr felől Győrszemere előtt kell letérni a 8308-as útra, déli irányból, Pápa felől pedig Tét központjában a 8306-os, majd még a kisváros belterületén arról balra kanyarodni a 8307-es útra.
A hazai vasútvonalak közül a település területén a Győr–Celldömölk-vasútvonal halad át, amelynek egy megállási pontja volt itt. Halipuszta megállóhely a 8307-es út vasúti keresztezése mellett működött, a névadó külterületi településrész szomszédságában, a település központjától azonban több mint 3,5 kilométerre. Bizonyára ez a távolság is közrejátszott a kihasználatlanná válásában, amelyre hivatkozva 2019 decemberében a megállóhelyet kivették a személyforgalmi menetrendből.

### Éghajlata és vízrajza
Felpéc időjárásában a mérsékelten meleg, mérsékelten száraz, enyhe telű éghajlati körzet sajátosságai érvényesülnek. Átlagos borultsága 55–60%-os, a napsütés évi összege 1900–2000 óra. Feltűnő a táj viszonylagos enyhesége, a januári középhőmérséklet szinte sohasem száll –1 °C alá. Hóban meglehetősen szegény, évente 35–40 hótakarásos nap fordul elő. A nyár mérsékelten meleg, a júliusi középhőmérséklet 20,5-21 °C. Uralkodó szele az északnyugati. Felpéc és környéke felszíni vizekben szegény. Legnagyobb természetes vízforrása a Bakony-ér. Jelentősebb állóvíz nincs ma a területen, de korábban két tó is volt a faluban.

### Természetesnövényzet,állatvilág
A vidéken fellelhető a tatárjuharos lösztölgyes, a szikeserdő maradványa is. A vízpartot bokorfüzes maradványok kísérik. Helyenként előfordul a magasfüvű homokpusztarét is. A tölgyerdőt a 17. századi erdőirtások bontották meg.
A vidéken az eredeti állatvilágnak csak a töredékét találjuk. Kelet felől dombsági, középhegységi elemek, őz, szarvas, vaddisznó húzódtak le. Borz- és rókavárak a domboldalon, a Síseken is megtalálhatók. A honos madarak mellett több alkalommal megjelentek a túzokcsapatok.

## Története

### Újkőkor
A vidék már régóta kitűnő helyet biztosított a megtelepedni kívánó embereknek. Az ásatások során a régészek több honfoglalás előtti település nyomára bukkantak. A település határában is az első ember az újabb kőkorban telepedett le. Ezt bizonyítja öt kővéső és egy nyél részére átfúrt kőbalta, amelyet 1877-ben találtak a falu határában. 1882-ben is kerültek elő különböző kőeszközök a földből. A rézkorból, bronzkorból, vaskorból ez idáig nem találtak tárgyi eszközöket, de feltételezhető, hogy e korban is éltek itt emberek.

### Római kor
Időszámításunk kezdete után, az első négy évszázadban a terület a római birodalom keretein belül élte életét, valószínűleg veterán telep az ún. Malatódombon volt. A határban több helyen találtak római kori pénzeket, cserépdarabokat, illatszeres üvegeket. Van két biztos lelőhely is a határban. Halipusztán római sírokat tártak fel, a hegytetőn, pedig fakitermeléskor római bronz- és ezüstpénzekre akadtak. 1965-ben római edénytöredékeket és egy szárnyas fibulát (csat) dobott ki a föld.
A római birodalom lassú összeomlása után a népvándorlás korában mozgalmas idők következtek. Ebben az időben települtek ide és éltek itt az avarok. Itteni életüket számos régészeti lelet bizonyítja: A mai falu belső területén a Fő utcában, 1951-ben villanyoszlopok letételekor avar sírokat ástak ki, melyekből csontvázak, kerültek elő. A koponyán régi sérülés nyoma látszott, a sírban egy kis edény is volt. A sírtól dél felé, a következő villanyoszlop gödrében újabb csontvázak kerültek elő, ebben dinnyemag alakú gyöngyök voltak.
A mai falu házai alatt avar temető rejtőzik. A szőlőföldön találtak egy sírt, amely a frank korból származik. A sírból egy kétélű kard került elő.
Felpéc és Kispéc helységek keletkezési ideje a honfoglalás idejébe tehető.

### Középkor
Magát Felpécet a késő Árpád-kori betelepülő Péc nemzetség kapta birtokul, innen kapta nevét a falu is. A település több néven szerepel a középkori oklevélben pl. Villa pech (1250), Peech (1373), Felpech (1415) Balaspech (1433), Pecz (1483). Ebben a korban nagy valószínűséggel Felpéc és Kispéc egyetlen település volt. Az első szálláshely a falutól délnyugatra terülhetett el, a pataktól nem messze a síkságon, ahol legeltetésre alkalmas füvet, ívásra és itatásra jó vizet találtak.
A falut először az 1237–1240 között kelt Albeus-jegyzék említi. IV. Béla király Albeus mesterrel, a nyitrai főesperessel összeíratta a Pannonhalmi Bencés Főapátság birtokait, jobbágyait, udvarnokait, szolgáló népeit és ezek köteles szolgáltatásait. Eszerint „Tényővel szomszédos falvak: Menfu, Szemere és Pech”. 1295-ben a király Iváncsa fiainak Péternek, Lászlónak és János péci nemeseknek, ill. Aladár mester nevű testvérük fiainak adományozza a Győr megyei Budey nevű földet. 1412. február 18-án a győri káptalan felosztja Kis-, Balázs- és Felpéc, továbbá Kamond birtokokat Péci András prépost és a Marcaliak között. 1415. július 13-án Konstanzban Zsigmond elfogadta, hogy Péci Pál fia András pécsi társaskáptalani prépost a pécsi káptalan előtt Kis-, Fel- és Balázspéc, valamint Kamond birtokok királyi jogát jári Barós Miklós fiainak, Békási Gergely özvegyének és Salamoni Domokos feleségének adta. 1419. május 24-én Győr vármegye megállapítja, hogy a Marcaliaknak, akik a Péc nemzetség tagjai, birtokaik vannak Fel-, Balázs- és Kispécen. 1421-ben a felpéciek Kispéci Balázs ellen panaszkodtak. 1423-ban Kanizsai István familiárisai a nádor pápai polgárainak Kövér Péternek és Jakabnak a felpéci birtokáról a bort jogtalanul elszállították.
Középkori települések a mai település körzetében
- Balázspéc

A Péciek a további évszázadokban is meghatározó szerepet töltöttek be a falu életében. A helyben maradtak közül Péci Gergely, Márk fia, már IV. Béla idejében tanúbizonyságát adta vitézségének. Az Apponyi grófok szintén a Péc nemzetségből származnak. Apornak volt Athanáz nevű fia, akinek Olivér fia és Balázs nevű unokája örökölte a felpéci határ nagy részét. Balázs a birtokán falut építtetett, ezt nevezték Balázspécnek. Balázspécen az ásatások során temető került a felszínre. Az emberi csontvázak, a többrétegű, sűrű temetkezés és az épülettörmelék a sírok leletnélküliségével együtt, középkori, falusi templom körüli temető feltételezését engedi meg. A temető területén belül és közvetlen közelében is 14. és 15. századi kerámiákat, edény- és cserépüsttöredékeket, valamint Zsigmond-kori ezüstpénzt is találtak. Balázspécet a török pusztította el.
- Hali

Felpéctől nyugatra, a mai Halipuszta helyén valamikor falu lehetett. Első ízben Károly Róbert egy 1337. évi oklevelében szerepel. A Halyak a szomszéd birtokrészeket megvásárolták, a hali határukat egészen a sokorói dombokig kiterjesztették, s az itt lévő szülők a Haly nevet nyerték. Törzsbirtokukon a 16. század elején megalapították Hali falut. Ez a település is sok más településsel együtt a török időben pusztult el, az 1609-es összeírásban már nem szerepel. A későbbiekben ez a terület a felpéci kuriális nemesség birtokába kerülve Felpéc határába olvadt.

#### Török idők
A török hódítás 1543-ban kezdődött el, legelőször a Sokorói járás került uralmuk alá. Felpéc a székesfehérvári szandzsák győri náhijéhez tartozott. A török kénytelen volt e területen is megosztozni a Habsburgokkal. Az 1069-es összeírás mind Felpécet, mind Kispécet elhagyott helyként tünteti fel. Haliról és Balázspécről nem tesz említést. Felpéc 1621-ben újra települt, s ekkor került a gróf Cseszneky és a Hegyi család birtokába. Az első evangélikus templomot 1631-ben építették.

### A község a XVIII. században
- Részvétel a Rákóczi-szabadságharcban

A közvetlen török veszély elmúltával, a Rákóczi-szabadságharc előtt a legnagyobb elégedetlenséget a beszállásolás és a fuvarozás mellett az erőszakos katonafogdosás keltette. 1702-ben egy erőszakos toborzás kezdődött, ahol a férfilakosság a Bakonyban talált menedéket. Az 1703–1711 között zajló Rákóczi-szabadságharcban sokan támogatták Rákóczit. Ebben az időben Telekész Török István igazgatta a környékbeli protestáns gyülekezetet, hívó szavára sok nemes felpéci vonult a zászlók alá. A szerencsétlen kimenetelű koroncói csatában sok felpéci halt meg.
- A III. Károly-féle összeírás

A szatmári béke után a település újra benépesült. A pusztai járást ketté osztották, Felpécet újra a sokoróaljai járáshoz sorolták. Ekkor, III. Károly király uralkodása idején hajtották végre a Habsburg Birodalom első népesség-összeírását. Ebben a jobbágyok, zsellérek, szegények által művelt, minden földet fel kellett jegyezni a föld minősége szerint kivetve a terméshozamra is. Azokat a néprétegeket, melyeknek semmi földjük nem volt, és ipart, kereskedelmet nem űztek, figyelmen kívül hagyták, ahogy a földesúri cselédséget is.
- A kuriális község

A helység történetének újabb jelentős állomása az 1721-es év. Ekkor közgyűlésen hirdették ki kiváltságlevelét, mely szerint Felpéc curiális község (közbirtokosság).
1764-ben Mária Terézia vízi úton Pozsonyból Budára utazott, visszafelé szárazföldi utat választott. Tiszteletére a felpéci nemesség is lóra ült, a nemesi bandérium mutatja a nemesi családokat.
- A felpéci jobbágyság helyzete

A XVIII. századra a majorsági gazdálkodás majorsági földeknek a jobbágytelkek rovására való növelése egyre inkább tért hódított. A majorság gazdaságára, az árutermelés terjesztésére, a belső piac növekedése, de elsősorban a fejlődő osztrák ipar, osztrák piac, a III. Károly és Mária Terézia háborúi következtében megnövekedett a gabonaszükséglet. Ez megsokszorozta a jobbágyterheket, a majorsági földek egyre több robot napját emésztették fel a jobbágyoknak.
A terhek növekedésére parasztmozgalmak válaszoltak szinte az egész Dunántúlon. A privilegízált Felpéc a 19. század vége felé Győr vármegye legnagyobb kuriális községe, a nemesi községek közül. Alig néhány év múlva szükségessé vált a jobbágyságra nehezedő nyomás enyhítése. II. József 1785. évi rendelete megszünteti a „jobbágy” nevet.

### A település élete a 19. században
A napóleoni háborúk kora
A 19. század nyugodtabb első éveit követően Napóleon seregei elérték az országot, s Felpécet is. 1809-ben a győri csata (kismegyeri csata) előtt a Pápáról Győrbe vonuló Eugén király hada érintette elsőként a települést. Június 13-án szállták meg a községet, de egyes csapatok még két hétig visszajártak zsarolni és cseresznyézni. A francia megszállás korából tárgyi emlékek is maradtak fenn. A dombtetőn egy francia aranymarkolatú kardot ástak ki a földből az ún. „csapások szőlőjében” pedig egy ékkővel díszített arany szíjcsatot és arany vállrojtot ástak ki. A falu lakói még ki sem heverték a napóleoni seregek pusztítását, mikor azok elvonulása után 1809 októberében az osztrák Hiller-féle gyalogezred katonáinak egy részét szállásolták el.
A szabadságharc és következményei
A szabadságharc nemcsak az ország életében játszott fontos szerepet, hanem Felpécen is. A szabadságharc részese volt a felpéci nemesség és a község egyéb lakossága is. A komáromi vár megerősítésében a felpéciek is részt vettek. Felpéc lakossága nem kapcsolódott be az ország akkori eseményeibe oly mértékben, mint az a nemesi jogaikra oly büszke felpéciektől elvárható lett volna. Két honvéd tisztről tudunk, Ittzés Ferencről, aki főhadnagyi rangban vett részt a szabadságharcban. Sírja az evangélikus temetőben van. Másik honvédtiszt Hrabovszky István lelkész szintén István nevű fia, aki alezredesként esett fogságba Aradon.
Felpéc gazdasági élete a 19. században indult fejlődésnek. Ebben az időszakban a szőlőkultúra és a kereskedelem virágzott. A település a gabona és takarmánytermesztésre nem volt alkalmas. Nagy esőzések idején a patak rendszeresen kiöntött és elárasztotta a földeket. A patakon vízimalom is működött, ez látta el a lakosságot liszttel. A malomban nemcsak a Feléciek őröltek, hanem más községből is hoztak gabonát őröltetni. A malomnak a háború után nőtt meg a jelentősége. A malomban nemcsak búzát, hanem darát is őröltek. A malom bejárata felett ez a felirat volt olvasható:” Aki innen lop, hajánál fogva fölíratik ide.” Az írás mellett volt egy lyuk és egy évszám.
A malomtól délre a patakban mosták a vásznakat. Itt olyan mély volt a víz, hogy fürödni is lehetett benne. A vásznakat a réten szállították. A lakosság kendertermesztéssel is foglalkozott.A szegényebb emberek a módosabb családoknál vállaltak munkát, arattak, vagy cséplőgépek mellé helyezkedtek el. Télen a kevés munkalehetőség miatt fakitermelést, tuskóirtást vállaltak az emberek. Az erdő biztosította a téli tüzelőt. időnként rejtekhelyet biztosított a betyároknak. A felpéci kisnemesek kereskedelemmel is foglalkoztak. Az állatokat általában nem ők nevelték, hanem az Alföldről szállították őket Észak-Dunántúlra. Ausztriában marhakeresletet folytattak.

### A község a 20. században
A 20. század nagy történelmi eseményei általában elkerülték a főútvonaltól távol eső kis falut. A két világháború azonban fájó nyomott hagyott lakói lelkében. A hősi halottak névsorát a templomok falán lévő táblákon tüntették fel, a temetőkben emléktáblák emlékeztetnek rájuk. 1921-ben hatalmas tűzvész pusztított. A falu újjáépült, ekkor kaptak a házak cseréptetőt. 1872-ben megépült a vasútállomás Felpéctől 3 km-re.A hegy alatti út (Győri út) valamikor szekér út volt, 1937-ben nyilvánították megyei úttá. Az út szélére szederfákat ültettek. A katonai beszállásokat Felpéc sem kerülte el. Magyar és német alakulatok több-kevesebb ideig tartózkodtak a faluban. A németek két üzemet szereltek fel és működtettek: a pékség a Györffy portán, a húsüzem a Wolf-féle házban üzemelt. Felpéc nem esett áldozatául a bombázásoknak, de a hegybe lehullott néhány bomba – valószínűleg az ott lakó idős emberek nem sötétítették el a házat –, a bombatölcsérek talán még ma is megvannak. A falu lakói több légi harcot figyelhettek meg, hiszen ezek nagy része Felpéc felett zajlott a szomszédos községek teherrakodó állomásai miatt. Szomorú eseménye a falunak a leventék elhurcolása, valamint a szovjet megszállás. Rövidesen házhelyeket osztottak, ez volt az első lépés ahhoz, hogy megszüntessék a közös udvarokat. 1948-ban államosították az iskolát.
A faluban 1951-ben került sor a részleges villamosításra. A faluban nem volt orvos, főleg azért volt szükség orvosi rendelő építésére. Társadalmi segítséggel 1958-ban elkészült a rendelő, melyet később bővítettek. 1959-ben helyett kapott a könyvtár a művelődési házban. 1961-ben kezdődött meg a tanítás a két tantermes iskolában és ma is helyet ad a felpéci alsó tagozatosoknak. 1975-ben az iskola körzetesítésére került sor. Még ebben az évben társadalmi támogatással megépült az óvoda, amelyet azóta bővítettek és korszerűsítettek.
Az utcák 1975-ben kapták a nevüket: Ady Endre, Dobó, Dózsa, Győri, Hali, Irinyi, Jókai, József Attila, Kossuth, Petőfi, Rákóczi, Széchenyi, Szondi, Szőlőhegy, Táncsics, Zrínyi, Lenin. 1986-ban megoldódott a község egészséges ivóvízzel való ellátása, kiépült a vízvezeték hálózat. 1990-es kormányzati választások után a képviselő testület úgy döntött, hogy önálló polgármesteri hivatal intézze a község ügyeit. A hivatal önálló jegyzőt alkalmaz. Az első két cikluson keresztül Varga Károly viselte a polgármesteri címet.
- 1995-ben a Lenin utcát Arany János utcának nevezték át.
- 1996-ban szennyvízcsatorna-hálózat épült, majd 1998-ban bevezették a gázt a faluba.
- 1998 óta működik a községben a kommunális szemétgyűjtés.
- 2000-ben felújították a kultúrházat, és minden intézménybe bevezették a gázt. 2000 áprilisában felavatták a falu zászlaját, címerét. Új nevet kapott az iskola: „Magyar István” Általános Iskola lett.
- 2003-ban két új utcát a Dr. Petz Lajos és Czetter Sámuel utcát nyitották meg

## Közélete

### Polgármesterei
- 1990–1994: Varga Károly (független)[10]
- 1994–1998: Varga Károly (független)[11]
- 1998–2002: Csete Gyuláné (független)[12]
- 2002–2006: Csete Gyuláné (független)[13]
- 2006–2010: Takács Gábor (független)[14]
- 2010–2014: Kuglics Tamás (független)[15]
- 2014–2019: Kuglics Tamás (független)[16]
- 2019–2024: Kuglics Tamás (független)[17]
- 2024– : Takács Gábor (független)[1]

## Intézményrendszere
- Az óvoda

A napközi otthonos óvoda 1975-ben épült társadalmi összefogással. Az intézmény 25 férőhelyes, jelenleg 26 kisgyermeket tudnak befogadni. A gyermekekkel két óvónő foglalkozik, munkájukat érettségizett dajka segíti. Az óvodának önálló, korszerű konyhája van, melyet 1992-ben korszerűsítettek.
- Az általános iskola

Az első írásos emlék 1689-ből való. Az iskolás gyerekek létszáma néha a 150-et is meghaladta. 1948-ban államosították, és ezzel együtt összevonták az iskolákat. Magyar István lett az állami iskola igazgatója. A gyereklétszám fogyásával együtt csökkent a testületi létszám. 1990-ben közigazgatásilag szétvált a két község, Felpéc és Kajárpéc, ekkor lett önálló iskola a felpéci alsó tagozat. A felső tagozatosok változatlanul Kajárpécen tanulnak.
- A posta

A 19. század utolsó feléig nem működött posta Felpécen. 1884. július 11-én kapott önálló postahivatalt a falu. 1908. december 13-án pedig távbeszélő-állomást is. 1942-től gyalogjárat helyett kerékpáros járatot rendszeresítettek az állomásra és vissza. 1947-től a csomagok súlya miatt több alkalommal kocsit indítottak az állomásra. A legrégebbi időkről nincsenek pontos ismeretek, mert akik ezt el tudnák mondani már nem élnek. A felpéci első magyar királyi postamesterek: Tóth Sándor és fia Tóth Lajos.
1900-tól már volt postája Felpécnek. A soproni Postaigazgatóság a három kiskorút egyedül nevelő özvegynek adta ki a hivatal vezetését, annál is inkább, mert a hivatal a saját családi házában volt.
- A községi könyvtár

Az evangélikus iskolai könyvtár megszűnése után kezdte meg működését. Az iskolák államosítása után 1948-tól kb. 200 kötetnyi könyv került a községházára. A községi könyvtár a művelődési házban kapott helyet. 1969-ben klubkönyvtárnak minősítették át a felpéci kultúrházat. A klubkönyvtárban rendszeresen tartottak kerekasztal beszélgetéseket. 2000-ben az önkormányzat feújította a könyvtár helyiséget. 2001-ben Juhász Istvánné magyar–könyvtár szakos tanárnő vette át Bertalan Sándornétól a felpéci községi könyvtárt. 2005 márciusában a kultúrház ünnepélyes keretek között felvette a Hargitai Gusztáv nevet.
- Felpéci Tájház

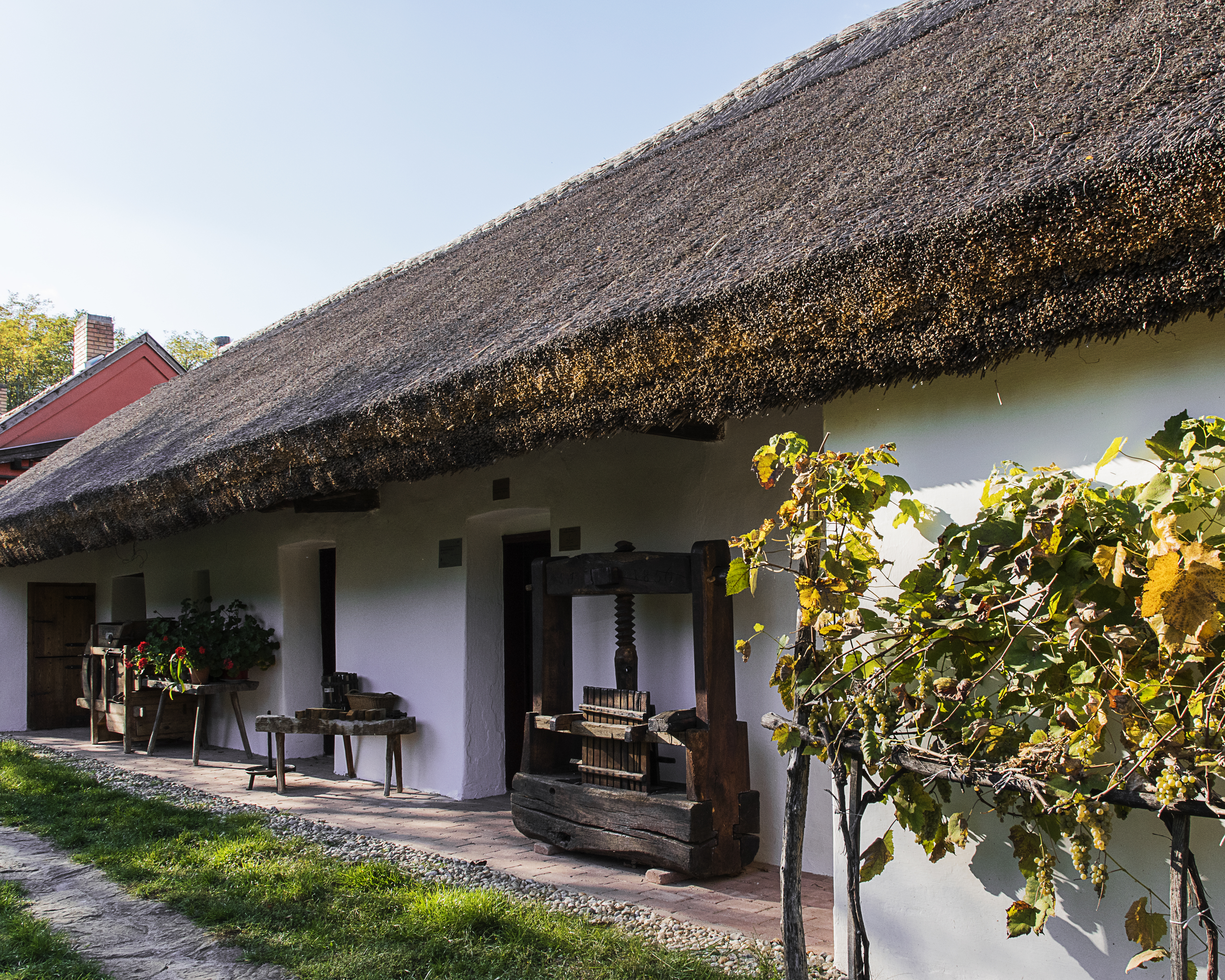
A felpéci tájház

A Felpéci Tájház – a Táncsics utca 18. szám alatt – többféle egyedi jelzővel illethető. A község szellemiségére utal, hogy az országos műemléki védelem alatt álló lakóházat is, a gazdasági egységhez tartozó pincét, présházat, szőlőbirtokot is magánszemélyek adományozták a szellemi és kulturális örökség megőrzésével és működésével 1999 óta foglalkozó Felpécért Alapítványnak. Az épületekben található berendezési- és használati tárgyakat teljes egészében felpéci emberek adományozták a tájház részére, ez is adja az egyediséget. A műemléki védettség alatt álló tájház és a helyi védelem alatt álló szőlőhegyi présház értékes kincseket őriz meg a Sokoróaljai-dombság kulturális hagyományaiból, épített örökségéből. A szakmaiságra Géber József kiváló néprajzos szakember figyel, akinek tevékenységét többek mellett az Egy felpéci mestergerenda meséje című vándorkiállítás is fémjelez, mely eljutott a környékbeli általános iskolákon kívül győri középiskolákba, sőt sikeres bemutatójuk volt Budapesten is.
2002. május 16-án vált a családi lakóházas ingatlan tulajdonosává a Felpécért Alapítvány, melynek vezetősége – élén Dombi Alajosnéval – minden pályázati lehetőséget megragadott, és kereste az anyagi forrásokat ahhoz, hogy a felújítást el tudják végezni.
A 2004–2020 közötti időszak munkái, sikerei eredményeként 2020-ban elnyerték az Év Tájháza címet.
A falu központjában, a családi lakóházas ingatlan a tájegység népi építészetét hűen tükröző épület szoba-konyha-kamra beosztású, háromhelyiséges, egysoros elrendezésű. A felújítás során nagy gonddal óvták meg, állították helyre a földből, sárból, illetve vályogból épült falakat, a földes padlózatot, a nádból készült héjazatot. A ház berendezése, az enteriőr kialakítása ugyancsak autentikus, egykori evangélikus lakóinak életmódját idézve egyszerű, puritán. A lakásbelső megjelenítése mellett a tájházban megtekinthetőek a helyben leginkább használt mezőgazdasági szerszámok, illetve a méhészethez kapcsolódó tárgy- és eszközállomány is. 
A tájház gazdasági egységéhez tartozik a szőlőhegyi présház is, mely hiteles képet tár a látogatók elé. Tájházi gyűjteménybe sikerült bekapcsolni a község szőlőhegyén található hagyományos présházépületet a hozzá tartozó szőlő és gyümölcsössel. A présház a tájházegyüttes tereit is gazdagítja, sajátos tematikájú kiállítóterével, bemutatójával, a szabadtéri (bemutatókert) pedagógiai célú használat lehetőségével.
A Felpéci Tájház igazi értékét az adja, hogy nem csupán egy megfelelő módon helyreállított népi műemlék és néprajzi gyűjtemény, hanem a közösségi, hagyományőrző események kedvelt színtere is, ahol a gyerekek játszva sajátíthatják el dédszüleik korának ismeretanyagát, ugyanakkor a felnőtteknek is maradandó élményt jelent a számukra biztosított programok gazdagságával.
A tudatosan felépített tevékenység része a gazdag programkínálat, amely a közösség aktív részvételével, önkéntesek bevonásával valósul meg. A példaértékű múzeumpedagógiai tevékenység kiterjed a bemutatókertre is, amelynek kialakítása újszerű és egyben követendő a hagyományok továbbadása terén. Dicséretes a térség oktatási-nevelési intézményeivel folytatott együttműködés az óvodától a felsőoktatási intézményekig.
A Felpéci Tájház épületegyüttesén jól megmutatkozik a több évtizednyi fáradtságos civil munka. A tájház főépülete, mely valaha egy felpéci lakóház volt, kiváló állapotban van. A Felpécért Alapítvány nemcsak a meglévő épület állapotát volt képes fenntartani, hanem bővülni, fejlődni is tudott. A tájház a mellé épített új épülettel egységet alkotva egyrészt a kulturális közösségszervező és oktató tevékenységet szolgálja, másrészt a tájházi gyűjteményt bekapcsolja a helyi közösség napi szintű tevékenységébe. Az új épület építészetileg markánsan elkülönül a tájháztól, így a „mag” épület továbbra is hangsúlyosan jelenik meg az udvaron.
A Felpécért Alapítvány a tulajdonlás 2003. évétől kis lépésekben, megfontoltan végezte alapos, áldozatos munkáját. A Magyarországi Tájházak Szövetsége példaértékűnek tartotta munkájukat. 2020-ban az alapítvány elnöke, Dombi Alajosné átvehette Az Év tájházvezetője elismerést.
A jelenleg is jól működő Felpéci Tájház vezetője Géber József néprajzkutató, a tulajdonos Felpécért Alapítvány elnöke Kassai Edina, fiatalos lendülettel dolgoznak a tájházi tér bővítésén. A „magház” mellett pályázati forrással megszerzett ingatlanra tervezett Gazdasági Skanzen felállítása folyik. Ez őrzi majd a környék további értékeit, a régi gazdálkodási ismeretek továbbadásának lehetőségére is gondolva.

## Népessége
A település népességének változása:
| Lakosok száma | 829  | 841  | 852  | 927  | 938  | 964  | 960  |
|               | 2013 | 2014 | 2015 | 2021 | 2022 | 2023 | 2024 |

A 2011-es népszámlálás során a lakosok 89,4%-a magyarnak, 1,4% németnek, 0,2-0,2% cigánynak, románnak, szlováknak mondta magát (10,6% nem nyilatkozott; a kettős identitások miatt a végösszeg nagyobb lehet 100%-nál). A vallási megoszlás a következő volt: római katolikus 39,4%, evangélikus 32,7%, református 2,6%, görögkatolikus 0,2%, felekezeten kívüli 6,6% (17,9% nem nyilatkozott).
2022-ben a lakosság 89,6%-a vallotta magát magyarnak, 0,7% cigánynak, 0,4% németnek, 0,3% bolgárnak, 0,3% románnak, 0,2% görögnek, 0,2% lengyelnek, 0,1-0,1% örménynek, ukránnak és ruszinnak, 1,5% egyéb, nem hazai nemzetiségűnek (10,2% nem nyilatkozott; a kettős identitások miatt a végösszeg nagyobb lehet 100%-nál). Vallásuk szerint 29,7% volt római katolikus, 23% evangélikus, 2,8% református, 0,4% görög katolikus, 0,2% izraelita, 1% egyéb keresztény, 0,4% egyéb katolikus, 6% felekezeten kívüli (36,4% nem válaszolt).

## Híres emberek
- Budai Ilona (1951–2023) Kossuth-díjas népdalénekes
- Itt született 1765. június 22-én Czetter Sámuel festő, rézmetsző[20]
- Hargitai Gusztáv (Győr, 1913) festő
- Magyar István (Felpéc, 1888–?) Őrihodoston tanító. 2000-ben róla nevezték el a felpéci iskolát.
- Kmoskó Pál 1729-től 1773-ig volt tanító és jegyző. Emlékét a „Kamaskó-dűlő” őrzi.

## Látnivalói
- Evangélikus templom

A középkori részletekkel is rendelkező templomot a reformáció korában 1620-ban építették, majd barokk stílusban átépítették 1776–77-ben. A templom torony építése 1794-ben volt 1794. november 20-án készen állt a fazsindellyel fedett torony, három haranggal és a szekrényben elhelyezett toronyórával. 1812. szeptember 12-én tűzvész pusztított a községben, ekkor leégett a templom, a toronyban a nagy hőségben megolvadtak a harangok. A torony újjáépítését 1819. április 13-án kezdték és augusztus 10-re már állt. A ma is működő toronyóra 1830-ból való. Síkmennyezetes, karzatos hajójú, a szentély egyenes záródású, melyben 19. századi szószék-oltár látható. Az oltárkép az Olajfák hegyén imádkozó Krisztust ábrázolja. A vörösmárvány keresztelőkút 1905-ben, az orgona 1910-ben készült.
- Katolikus templom

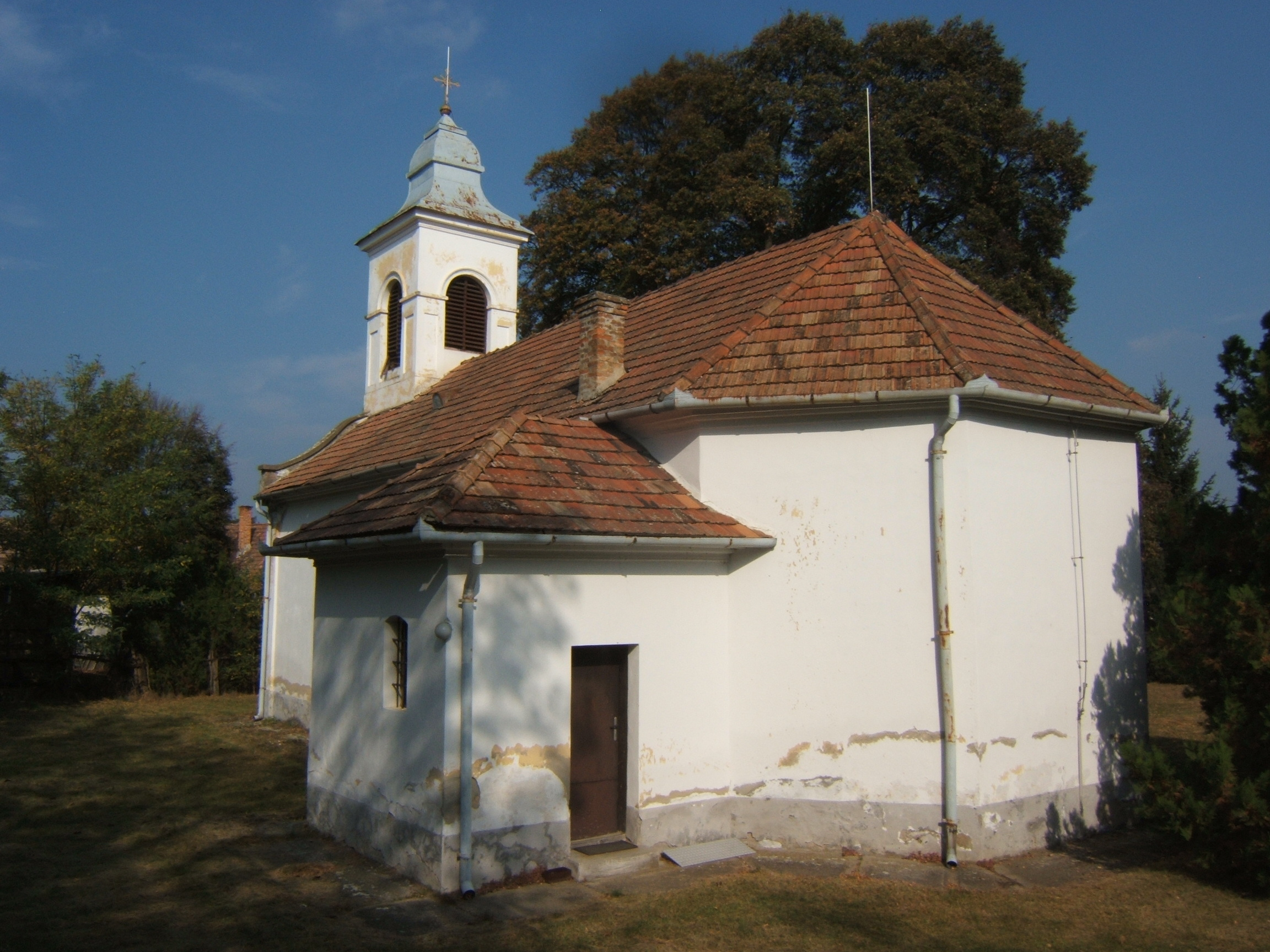
A katolikus templom

A felpéci római katolikus templom a 18. században épült. A templomban faragott térdeplő szentekkel díszített szarkofág látható.
- Ősborókás

Védett természeti terület, 1992 óta a Pannonhalmi Tájvédelmi Körzet része, a Sokorói-dombság nyugati oldalán terül el. Az ősborókás területe 15 ha, kezelője a Fertő-Hanság Nemzeti Park Igazgatóság. A borókás-nyaras foltok között nyílt homokpusztagyepek találhatók, amelyek számos védett növényfajnak, így a csajkavirágnak, az agárkosbornak vagy a homoki nősziromnak biztosít élőhelyet. A területet korábban legelőként hasznosították, majd a legeltetés felhagyása után megindult a beerdősödése. Az élőhelyre jellemző boróka és fehér nyár mellett a szomszédos erdősítésekből spontán betelepült az idegenhonos akác és a bálványfa, amelyek ma már a terület természeti értékeinek fennmaradását veszélyeztetik.
- Szőlőkultúra

A délnyugati fekvésű lejtők kedvező feltételeket nyújtattak a lakosság fő megélhetési forrása, a szőlőtermesztés számára, az Árpád kori írásos forrásokban folyamatosan szerepelnek a sokorói szőlők, e vidék borát „sokorói bor”-nak nevezték az esztergomi vámszabályzatban (1288).
Az enyhébb klíma és a viharállóbb fajták segítették a szőlő kultúra kialakítását.
A török kiűzésével a falu lakói kedvezőbb körülmények között folytathatták szőlőterületük gondozását. A Rákóczi szabadságharc idején ismét pusztulásra jutottak a szőlőskertek. 1748-ban a feljegyzések szerint az egész határt sáskajárás pusztította el. A 18–19. században a természeti katasztrófák ellenére tovább virágzott a szőlőművelés. Az itt termett híres borokat a szőlősgazdák nemcsak a Rábaközbe szállították, hanem a bécsi polgároknak is. Későbbi évszázadokban is a kedvező feltételeket kihasználva a szőlőművelés maradt a felpéciek egyik legfőbb megélhetési forrása. Ma is fogalom a „Törisvár rizling”.
A község fölött magasodó szőlődombon régi és újabb keletű pincéket, présházakat találunk, közöttük az 1817-ben épült Nádas Pincét.